# 이와나기 데쓰야
이와나가 데쓰야(일본어: 岩永 徹也、1986년 10월 16일~)는 일본의 남성 배우이자, 패션 모델, 약사, 유튜버이다.